# Suécia na Copa do Mundo FIFA de 1994
| Suécia 3º lugar              | Suécia 3º lugar                    |
| ---------------------------- | ---------------------------------- |
| \| Oficial \| Alternativo \| |                                    |
| Associação                   | Associação Sueca de Futebol (SvFF) |
| Confederação                 | UEFA                               |
| Participação                 | 9ª                                 |
| Melhor resultado             | Vice-campeã (1958)                 |
| Treinador                    | Tommy Svensson                     |
| Oficial                      | Alternativo                        |

A Seleção Sueca de Futebol participou pela nona vez da Copa do Mundo FIFA de 1994 depois de se classificar em primeiro lugar no Grupo 6 das eliminatórias europeias com um ponto de vantagem sobre a Bulgária, deixando a França de fora da competição. Áustria, Finlândia e Israel ficaram longe de lutar pela vaga (direta ou repescagem).
Com 6 vitórias, 3 empates e uma derrota, a Suécia marcou 19 gols e sofreu 8. Martin Dahlin foi o artilheiro da seleção nas eliminatórias, com 7 gols.

## Jogadores convocados
Depois de ter feito má campanha na Copa de 1990, a Suécia demitiu o técnico Olle Nordin e foi comandada de forma interina por Nisse Andersson até a contratação de Tommy Svensson, ex-meio-campista que defendeu a seleção na Copa de 1970.
Para a disputa da Eurocopa de 1992, o novo treinador convocou 16 jogadores que participariam da Copa de 1994, além de outros 2 jogadores que atuaram na edição anterior (Joakim Nilsson e Johnny Ekström), além de Jan Jönsson e Mikael Nilsson, que não foram à Copa de 1990. A campanha dos suecos terminou na semifinal, depois de perderem por 3 a 2 para a Alemanha, que terminou com o vice-campeonato.
A lista de 22 convocados feita por Svensson teve 10 jogadores que atuavam no futebol sueco (7 deles do IFK Göteborg), um do Västra Frölunda (o zagueiro Teddy Lučić), um do IFK Norrköping (o goleiro reserva Lars Eriksson) e outro do AIK (o terceiro goleiro Magnus Hedman). Jesper Blomqvist, então com 20 anos, foi o jogador mais jovem do elenco, enquanto o goleiro Thomas Ravelli era o mais velho, com 34.
Vários jogadores ficaram de fora da lista de convocados para a Copa: Joakim Nilsson, Johnny Ekström, Stefan Pettersson, Pär Zetterberg, Jan Eriksson, Niclas Alexandersson, Gary Sundgren, Niclas Kindvall e Stefan Landberg.
| Número | Jogador           | Posição       | Clube                    |
| ------ | ----------------- | ------------- | ------------------------ |
| 1      | Thomas Ravelli    | Goleiro       | IFK Göteborg             |
| 12     | Lars Eriksson     | Goleiro       | IFK Norrköping           |
| 22     | Magnus Hedman     | Goleiro       | AIK                      |
|        |                   |               |                          |
| 2      | Roland Nilsson    | Defensor      | Sheffield Wednesday      |
| 3      | Patrik Andersson  | Defensor      | Borussia Mönchengladbach |
| 4      | Joachim Björklund | Defensor      | IFK Göteborg             |
| 5      | Roger Ljung       | Defensor      | Galatasaray              |
| 13     | Mikael Nilsson    | Defensor      | IFK Göteborg             |
| 14     | Pontus Kåmark     | Defensor      | IFK Göteborg             |
| 15     | Teddy Lučić       | Defensor      | Västra Frölunda          |
| 20     | Magnus Erlingmark | Defensor      | IFK Göteborg             |
|        |                   |               |                          |
| 6      | Stefan Schwarz    | Meio-campista | Benfica                  |
| 8      | Klas Ingesson     | Meio-campista | PSV Eindhoven            |
| 9      | Jonas Thern       | Meio-campista | Napoli                   |
| 16     | Anders Limpar     | Meio-campista | Everton                  |
| 17     | Stefan Rehn       | Meio-campista | IFK Göteborg             |
| 18     | Håkan Mild        | Meio-campista | Servette                 |
|        |                   |               |                          |
| 7      | Henrik Larsson    | Atacante      | Feyenoord                |
| 10     | Martin Dahlin     | Atacante      | Borussia Mönchengladbach |
| 11     | Tomas Brolin      | Atacante      | Parma                    |
| 19     | Kennet Andersson  | Atacante      | Lille                    |

## Desempenho na primeira fase

### Empate contra Camarões
Sorteada no grupo B, com Brasil, Camarões e Rússia, a Suécia iniciou a campanha empatando por 2 a 2 com os Leões Indomáveis; após uma saída errada do goleiro camaronês Joseph-Antoine Bell, permitindo que Roger Ljung abrisse o placar. O empate de Camarões veio também com um erro, desta vez de Patrik Andersson, que chutou a bola em cima de Marc-Vivien Foé, e ela sobrou para David Embé. O árbitro peruano Alberto Tejada Noriega chegou a anular o gol, mas voltou atrás.
Camarões virou para 2 a 1 no começo do segundo tempo, com um gol de François Omam-Biyik. Aos 61 minutos, Svensson tirou Blomqvist e colocou Henrik Larsson, que participou do gol de empate aos 75 minutos: após uma finalização de Larsson na trave, Dahlin aproveitou o rebote.

### Vitória de virada sobre a Rússia
Sabendo da vitória do Brasil por 3 a 0 sobre Camarões, Tommy Svensson mudou o time para o jogo contra a Rússia: deslocou Brolin para o meio-campo e colocou Kennet Andersson na vaga de Blomqvist para fazer dupla de ataque com Dahlin. Mas foram os russos que saíram na frente, com um gol de pênalti de Oleg Salenko, aos 4 minutos do primeiro tempo. Brolin empatou aos 39, também cobrando uma penalidade.
A expulsão de Sergey Gorlukovich aos 49 minutos deixou a Suécia em situação mais tranquila para buscar a virada, que saiu aos 60 minutos com Dahlin, aproveitando cruzamento de Thern. Aos 82, Kennet Andersson puxou contra-ataque e passou para o atacante do Borussia Mönchengladbach mandar de cabeça para o gol de Dmitriy Kharin.

### Empate e classificação
Precisando apenas de um empate contra o Brasil (já classificado) sem depender do resultado entre Rússia e Camarões, Svensson fez novas mudanças do time: escalou Kåmark e Larsson nas vagas de Björklund e Dahlin (suspenso após receber o segundo cartão amarelo no jogo anterior).
Apostando em bolas longas, a Suécia saiu em vantagem aos 23 minutos, depois que Kennet Andersson (único jogador escalado no ataque) encobriu Cláudio Taffarel. O empate brasileiro veio aos 47 minutos, com Romário, que mesmo marcado por Ljung e Larsson, finalizou de bico e Ravelli não alcançou a bola. O resultado foi suficiente para a classificação dos nórdicos às oitavas-de-final da Copa.

## Desempenho nas oitavas e quartas-de-final
Motivada após o empate contra o Brasil, a Suécia enfrentou a Arábia Saudita, que havia surpreendido na primeira fase ao terminar em segundo lugar no grupo F, terminando à frente da Bélgica.
Apesar do calor em Dallas, os Blågult abriram o placar aos 6 minutos com Dahlin, que voltava de suspensão. Aproveitando as deficiências do goleiro saudita Mohamed Al-Deayea em bolas aéreas, a Suécia foi para o segundo tempo em vantagem.
Kennet Andersson ampliou o placar com um chute no canto de Al-Deayea, aos 51 minutos. Fahad Al-Ghesheyan, que havia entrado 4 minutos depois do segundo gol sueco, deu um corte na marcação e bateu sem chances para Ravelli, mas Kennet Andersson, 3 minutos depois, bateu cruzado e garantiu a classificação de sua equipe. Mesmo com o bom desempenho, a seleção enfrentou uma crise no elenco: o meia Anders Limpar não estava satisfeito ao não ter jogado nenhuma vez na Copa e pedia explicações de Svensson, que alegou "questões táticas" para optar por Stefan Schwarz.
Para o jogo contra a Romênia, Thern foi vetado pelos médicos após não se recuperar de uma lesão no joelho, e foi substituído por Mild, passando a braçadeira de capitão para Roland Nilsson. Enquanto a Suécia continuava a apostar no jogo aéreo, os romenos tinham como trunfo a qualidade individual, mas não saíram do 0 a 0 na primeira etapa.
No segundo tempo, uma cobrança de falta ensaiada encontrou Brolin, que fuzilou para o gol de Florin Prunea e abriu o placar. A Romênia empatou aos 88 minutos, com Florin Răducioiu aproveitando um rebote da falta cobrada por Gheorghe Hagi. Após a expulsão de Schwarz, Răducioiu virou o jogo para a Romênia. Preocupado, Svensson ousou ao substituir Dahlin para a entrada de Larsson, que se mostrou decisivo para a reação sueca. Faltando 5 minutos para o término da prorrogação, um cruzamento de Roland Nilsson encontrou Kennet Andersson, que aproveitou a saída errada de Prunea e cabeceou para o gol, levando a disputa para os pênaltis.
Mild foi o único jogador da Suécia a perder sua cobrança, e Ravelli se destacou ao defender os pênaltis de Dan Petrescu e Miodrag Belodedici.

## Reencontro com o Brasil na semifinal
15 dias depois de se enfrentarem, Suécia e Brasil voltariam a jogar, desta vez para definir um dos finalistas da Copa. Tommy Svensson não contou com Schwarz (expulso contra a Romênia) além de ficar em dúvida sobre as escalações de Thern e Björklund, mas o treinador garantiu a participação do trio no jogo.
O técnico do Brasil, Carlos Alberto Parreira, chegou a afirmar que 4 jogadores suecos possuíam mais de 1,90 m - Kennet Andersson era o único jogador da seleção nórdica com tal altura (1,93 m), enquanto o mais alto entre os atletas titulares da Seleção Canarinho era o zagueiro Márcio Santos, com 1,85 m. Na média, os jogadores suecos eram 86 centímetros mais altos que os brasileiros.
Para o jogo, Svensson escalou a Suécia na formação 4-4-2, explorando a presença de área de Andersson (que teria Márcio Santos na marcação) e a velocidade de Dahlin.
A partida foi praticamente dominada pelo Brasil, que teve 3 chances no primeiro tempo, todas com participação de Romário: na primeira, o Baixinho finalizou e Ravelli defendeu de soco; a segunda foi um chute errado de Zinho, que passou à direita do gol sueco; e a última foi a melhor chance desperdiçada: após o zagueiro Patrik Andersson evitar o gol de Romário, Mazinho, com o gol aberto, exagerou na força e mandou a bola pelo lado de fora. O máximo que a Suécia fez no primeiro tempo foi um chute forte de Mild, defendido por Taffarel.
O segundo tempo começou com Raí substituindo Mazinho, e aos 54 minutos de jogo Ravelli espalmou uma finalização certeira de Zinho. 9 minutos depois, Thern deu um carrinho em Dunga e, apesar de não ter acertado o brasileiro em cheio, foi expulso pelo árbitro colombiano José Torres Cadena, em uma decisão polêmica. Uma das imagens mais destacadas da Copa foi quando Ravelli fez caretas para a câmera depois que Romário chutou para fora.
Foi apenas aos 80 minutos que o Brasil abriu o placar: Jorginho cruzou para Romário, que subiu mais que a zaga sueca (apesar de ter 1,68 m) e balançou as redes da Suécia.

## A conquista do terceiro lugar
Com a motivação do time em baixa após perderem o jogo contra o Brasil, Tommy Svensson afirmou que a decisão do terceiro lugar "deveria ser suprimida", enquanto o técnico da Bulgária, Dimitar Penev, mostrava preocupação com a situação do principal jogador da equipe, Hristo Stoichkov. Suspenso, o capitão Thern falou que o jogo "não interessava a ninguém" e somente à FIFA, "para que ganhasse mais dinheiro".
Sem Thern (expulso), Ljung e Dahlin (poupados), Svensson deu uma chance entre os titulares para Kåmark e Larsson, e a Suécia não deu chances a uma Bulgária que entrou no jogo com a sensação de dever cumprido. Aos 8 minutos, Brolin fez o primeiro gol, de cabeça, aproveitando um erro de posicionamento de Borislav Mihaylov. A resposta búlgara veio com Krasimir Balakov, que mandou na trave.
Mild ampliou aos 30 minutos, numa desatenção da zaga rival, e 7 minutos depois, Brolin lançou Larsson, que driblou Trifon Ivanov (o zagueiro chegou a cair no gramado) e Mihaylov antes de mandar para o gol vazio. O quarto gol sueco veio com Kennet Andersson, em nova saída errada do goleiro búlgaro. Após o lance, Ivanov foi substituído e, revoltado, jogou sua camisa para Penev, que ainda queimou as outras 2 substituições no intervalo (saíram Mihaylov e Nasko Sirakov para as entradas de Plamen Nikolov e Ivaylo Yordanov).
Larsson perdeu 2 chances de ampliar o placar para a Suécia, enquanto a Bulgária tinha ainda uma missão: fazer de Stoichkov o artilheiro isolado da Copa, sem sucesso. Depois de ter feito críticas por não ter sido utilizado em nenhum jogo da competição, Limpar entrou em campo aos 79 minutos, na vaga do então atacante do Feyenoord. O resultado permaneceria em 4 a 0 até o final, com a Suécia garantindo o terceiro lugar, seu melhor resultado desde o vice-campeonato em 1958.

## Pós-campanha
Após a campanha na Copa, Tommy Svensson permaneceu no comando da Suécia até 1997, mas a seleção não conseguiu repetir o desempenho de 1994 e ficou de fora da Eurocopa de 1996 e da Copa de 1998. Tommy Söderberg, técnico do time Sub-21, foi promovido ao comando da equipe principal, começando um processo de renovação: Ravelli, Dahlin, Ljung, Thern, Limpar, Ingesson, Brolin, Eriksson e Rehn não seriam mais convocados, enquanto Erlingmark, Roland Nilsson, Patrik Andersson, Björklund, Erlingmark, Mikael Nilsson, Kåmark, Larsson, Mild, Kennet Andersson, Blomqvist e Hedman seguiriam nas listas até a década de 2000.